# Distretto di Çardak
Il distretto di Çardak (in turco Çardak ilçesi) è uno dei distretti della provincia di Denizli, in Turchia.